# Rosalind Franklin (traghetto)
Il Rosalind Franklin è un traghetto appartenente alla compagnia di navigazione spagnola Baleària.

## Servizio
Varato il 4 febbraio 1989 nei Chantiers de l'Atlantique di Saint-Nazaire con il nome di Bretagne e consegnato il 13 luglio successivo alla Brittany Ferries, prende servizio nei collegamenti tra Plymouth e  Santander. Saltuariamente ha operato anche tra Roscoff e Cork.
Dal 29 gennaio al 16 marzo 1993 opera tra Caen, Portsmouth e Santander.
Dal 24 al 27 dicembre 1994 esegue una minicrociera a Rouen.
A gennaio 2005 opera nel collegamento tra Roscoff e Plymouth.
Dal 29 gennaio al 20 febbraio 2006 opera sulla Cherbourg-Portsmouth.
Tra dicembre 2006 e gennaio 2007 viene noleggiato alla European Holidays ed utilizzato per due crociera tra Portsmouth e Rouen.
Nel 2007 opera principalmente tra Portsmouth, Santander, Plymouth e Roscoff.
Dal 27 febbraio al 10 marzo 2007 opera tra Cherbourg e Poole.
Nel 2009 subisce intensi lavori di ammodernamento.
Da dicembre 2011 al 16 marzo 2012 viene disarmato a Dunkerque. Dal giorno successivo prende servizio sulla Cherbourg-Saint-Malo-Portsmouth.

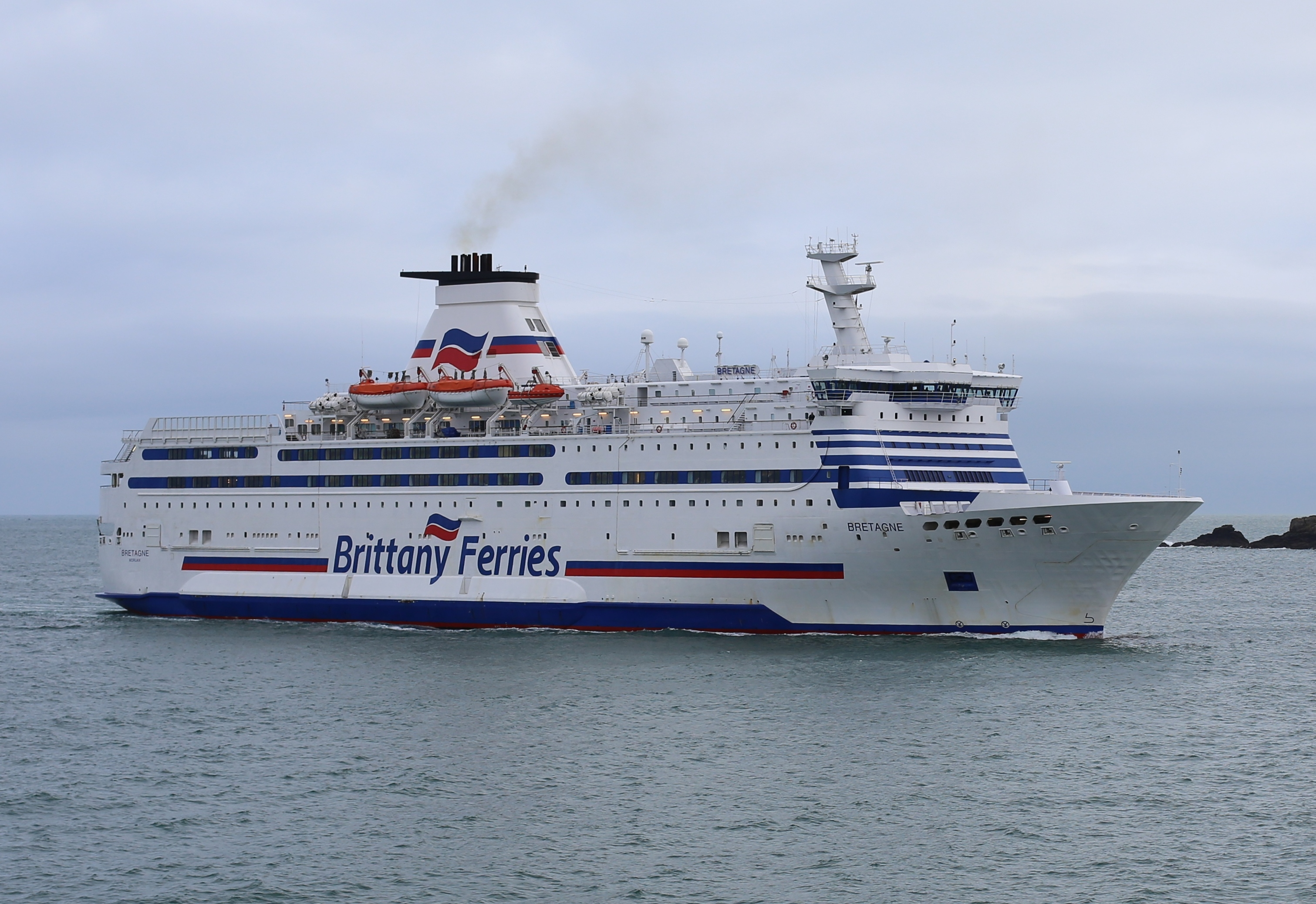
Il Bretagne in arrivo a Saint-Malo con la vecchia livrea di Brittany Ferries nel 2013.

Dal 7 al 28 gennaio 2015 viene sottoposto a lavori di manutenzione nel cantiere navale di Danzica. Tornato in Francia, viene disarmato a Le Havre.
Dal 15 marzo 2015 torna in servizio,  prima sulla Roscoff-Plymouth, e successivamente sulla Saint-Malo-Portsmouth.
Dal 2016 al 2024 opera principalmente sulla Saint-Malo-Portsmouth, alternando il servizio attivo ad un periodo di disarmo invernale a Le Havre e saltuariamente nei cantieri navali di Danzica.
Il 3 novembre 2024 effettua la sua ultima traversata commerciale per Brittany Ferries, venendo successivamente disarmato e messo in vendita, in vista dell'ingresso in flotta del nuovo traghetto Saint-Malo.
A marzo 2025 ne viene annunciata la cessione alla spagnola Baleària.
Il 17 marzo viene ribattezzato Rosalind Franklin, issa bandiera cipriota e salpa per Cadice, dove giunge il 23 marzo.
L'8 maggio prende servizio nei collegamenti tra Almería e Nador, dove opera tutt'oggi.